# Храм Благовещения Пресвятой Богородицы (Харбин)
Храм Благовещения Пресвятой Богородицы — православный храм в Харбине. Со своего основания до 1942 года исполнял функции подворья Пекинской духовной миссии. Первый храм был построен в 1903 году, и сгорел в 1918 году. На его фундаменте был возведён новый храм. 14 сентября 1930 года было заложено третье здание храма в неовизантийском стиле, ставшее самым величественным и вместительным в Харбине: его площадь равнялась 120 квадратных саженям и он мог принять до 1200 человек. Освящение состоялось 14 сентября 1941 года. В 1942 году храм передан в ведение Харбинской епархии. В 1959 году храм был закрыт. Разрушен в 1970 году.

## История
В связи со строительством правительством России КВЖД, с 1900 года Пекинская духовная миссия начала расширять своё просветительское служение в других городах Китая.
В 1903 году на строительство подворья Пекинской духовной миссии было отпущено безвозмездно с местной лесопилки дерево. Строительным комитетом руководил князь С. Н. Хилков, инициаторами строительства были чаеторговец Илья Чистяков (1857—1922), А. Г. Бороздин и др. Строители, не осведомлённые в церковном строительстве, ориентировали её в южную сторону, а не на восток. Выстроенный храм Благовещения Пресвятой Богородицы погиб во время пожара, произошедшего 10 февраля 1918 года. По воспоминаниям священника Николая Падерина: «Пожар в старом Благовещенском храме был настолько силён, что железные и другие металлические предметы и детали расплавились, вся церковная утварь сгорела, стены изнутри рухнули, а снаружи кирпич местами развалился. Целиком устояла только южная алтарная стена, где под стеклом невредимо стоял образ Благовещения Божией Матери. Святой образ величественно, как „нерушимая стена“ стоял среди развалин и как-то особенно торжественно выглядел над беспорядочной грудой тлевших угольев и раскаленных металлических слитков».

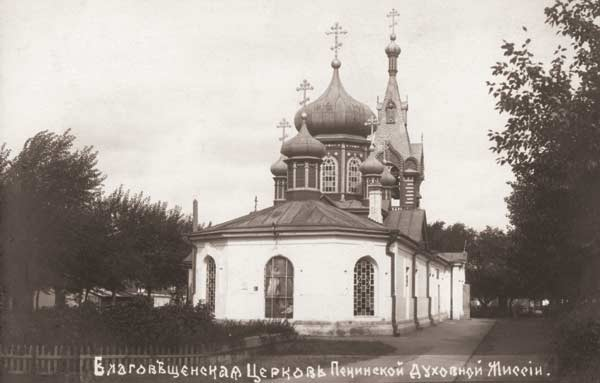
Вторая церковь

В 1919 году храм был заново отстроен и освящен митрополитом Иннокентием (Фигуровским). В 1920 году заведующим подворьем был назначен архиепископ Забайкальский Мелетий (Заборовский) (позднее в 1931 году возглавивший Харбинскую епархию РПЦЗ).
29 августа 1929 года церковный совет Благовещенского подворья принял решение о возведении каменного храма. 7 июля 1930 года план строительства, разработанный инженером Б. М. Тустановским, был утвержден городской управой города Харбина. 14 сентября 1930 года архиепископом Мелетием был совершён чин закладки нового храма. Освящён 14 сентября 1941 года. В храме имелся придел в честь преподобного Сергия Радонежского.
Художник Михаил Михайлович Лобанов выполнил для храма иконы «Господь Саваоф» на своде алтаря (копия с работы В. М. Васнецова), а также «Вход Господень Иерусалим» и «Воскресение Христово».
По воспоминаниям священника Николая Падерина: «Ежегодно в праздник Крещения Господня в Благовещенский храм устремлялось почти все православное население города. Отсюда в этот день после Божественной литургии на лёд реки Сунгари выходил объединенный крестный ход пяти ближайших церквей для совершения там Великого водосвятия. Величественное это было шествие, оно выявляло силу религиозного духа и веру в благодатное действие освящённой воды перед лицом языческого населения города. Многие тысячи людей сопровождали крестный ход, возглавлявшийся епархиальным архиереем, который во всё время пути, поддерживаемый двумя архимандритами, нёс святой Крест на главе. Целый сонм священнослужителей шел попарно в светлых облачениях. Множество икон и хоругвей свидетельствовало о высоте события. С колокольни Благовещенского храма торжественно гудели колокола, самый большой из которых весил 216 пуд. 20 ф. (ок. 3465 кг)».
С образованием 23 ноября 1956 года автономной Китайской православной церкви храм перешёл в её ведение. В 1959 году храм был закрыт и переоборудован под цирковое училище. Храм был взорван в 1970 году, и на его месте возведено здание гостиницы «Gloria».

## Клир
Настоятели:
- 1903 — Леонтий (фон Вимпфен)
- 1904—1906 — Дионисий
- 1906—1917 — Христофор (Олейников)
- 1917—1919 — Орентий (Федосеев)
- 1919—1920 — Симон (Виноградов)
- 1920—1922 — Александр (Шабашев)
- 1922—1946 — Мелетий (Заборовский)
- 1946 — Аристарх Пономарёв
- 1946—1948 — Нестор (Анисимов)
- 1948—1956 — Даниил Хэ
- 1956—1959 — Поликарп Горбунов
- 1959 — Василий Ло

Штатные священники:
- Порфирин (Качан) (1915—1924)
- Ор (Мелехин) (1916—1922)
- Евстахий (Прибылых) (1919—1942)
- Поликарп (Грбунов) (1920—1956)
- Иосиф (Воробьёв) (1922—1944)
- Агафангел (Морев) (1943—1956)
- Геннадий (Галушко) (1944—1956)

Сверхштатные священники:
- Викторин Янусов (1920—1925)
- Симон (Горбоносов) (1922—1930)
- Георгий Чернавин (1923—1935)
- Иоанн Гуляев (1923—1934)
- Павел Шиляев (1930—1940)
- Симон (Горбоносов) (1939—1946)
- Алексий Морев (1940—1943)
- Григорий Селедков (1946—1955)

Диаконы:
- Сергий (Черновол) (1904—1907)
- Евстафий (Прибылых) (1908—1909)
- Феодор Ду (1909—1918)
- Иоанн Некрасов (1918—1922)
- Михаил Введенский (1923)
- Вениамин Кутузов (1924—1929)
- Михаил (Бушмакин) (1929—1930)
- Александр Хромоногов (1930—1933)
- Петр Опик (1933—1934)
- Антоний Галушко (1934—1940)
- Геннадий Галушко (1941—1944)
- Иаков Перов (1940—1941)
- Сергий Кушков (1944—1955)

Сверхштатный диакон:
- Иоанн Чопов (1918—1956)